# Desa Cicadas (administrativ by i Indonesien, lat -6,72, long 107,62)
Desa Cicadas är en administrativ by i Indonesien.   Den ligger i provinsen Jawa Barat, i den västra delen av landet, 100 km sydost om huvudstaden Jakarta.